# بعثة الولايات المتحدة لدى الأمم المتحدة
بعثة الولايات المتحدة لدى الأمم المتحدة (USUN) هي بمثابة وفد الولايات المتحدة لدى الأمم المتحدة. البعثة مسؤولة عن تنفيذ مشاركة الأمة في الهيئة العالمية. في عام 1947، تم إنشاء بعثة الولايات المتحدة بموجب قانون من الكونغرس لمساعدة الرئيس ووزارة الخارجية في تنفيذ سياسة الولايات المتحدة في الأمم المتحدة. منذ ذلك الوقت، لعبت بعثة الولايات المتحدة دورًا حيويًا كفرع للأمم المتحدة في وزارة الخارجية. اليوم، لدى البعثة ما يقرب من 150 موظفاً والذين يعملون لتمثيل مصالح الولايات المتحدة السياسية والاقتصادية والاجتماعية والقانونية والعسكرية والدبلوماسية العامة والمصالح الإدارية في الأمم المتحدة.
تنقسم البعثة إلى الأقسام التالية - التنفيذية؛ واشنطن؛ سياسية الإدارة والإصلاح؛ الاقتصادية والاجتماعية؛ قانوني الأركان العسكرية؛ الشؤون العامة؛ البلد المضيف؛ إدارة؛ والامن.
تقع بعثة الولايات المتحدة لدى الأمم المتحدة في 799 ساحة الأمم المتحدة (بين E44 وE45 في الجادة الأولى) عبر الشارع من مقر الأمم المتحدة.

## القيادة
هناك العديد من الأدوار القيادية الرئيسية في البعثة الأمريكية. الدور الرئيسي، سفير الولايات المتحدة لدى الأمم المتحدة، هو قائد البعثة الأمريكية لدى الأمم المتحدة. المنصب معروف بشكل رسمي أكثر باللقب الدقيق: 
«الممثل الدائم للولايات المتحدة الأمريكية لدى الأمم المتحدة، برتبة ومكانة السفير فوق العادة والمفوض، وممثل الولايات المتحدة الأمريكية في مجلس الأمن التابع للأمم المتحدة».
يُعرف هذا المنصب أيضًا باسم الممثل الدائم للولايات المتحدة، أو «مندوب بيرم» لدى الأمم المتحدة.
الممثل الدائم للولايات المتحدة، حاليا كيلي كرافت، مكلف بتمثيل الولايات المتحدة في مجلس الأمن التابع للأمم المتحدة وخلال جميع الجلسات العامة للجمعية العامة تقريبًا، باستثناء الحالة النادرة التي يكون فيها موظف أعلى رتبة (مثل وزيرة الخارجية الأمريكية أو رئيس الولايات المتحدة) حاضراً. مثل جميع سفراء الولايات المتحدة، يجب أن يتم ترشيح الممثل الدائم من قبل الرئيس الأمريكي وتأكيده من قبل مجلس الشيوخ.
شغل العديد من السياسيين والدبلوماسيين الأمريكيين البارزين المنصب، بما في ذلك هنري كابوت لودج الابن، أدلاي ستيفنسون، جورج إتش دبليو بوش، دانيال باتريك موينيهان، د. جين كيركباتريك، ريتشارد هولبروك، د. مادلين أولبرايت، بيل ريتشاردسون وجون دانفورث.
كان منصبًا على مستوى أعضاء مجلس الوزراء تحت إدارة كلينتون وإدارة أوباما، لكن لم يعد يحمل هذا الوضع في ظل إدارة ترامب. لم يكن منصبا على مستوى مجلس الوزراء في ظل إدارة جورج دبليو بوش (من 2001 إلى 2009). 
تُعرف الأدوار القيادية الأخرى أيضًا بسفراء الأمم المتحدة، ولكن بعناوين محددة تتعلق بمكاتب الأمم المتحدة التي يديرونها.

## ممثلو الكونجرس لدى الأمم المتحدة
يعين الرئيس الأمريكي أيضًا عضوين في مجلس النواب الأمريكي وعضوين في مجلس الشيوخ - ديمقراطي واحد وجمهوري واحد من كل غرفة - ممثلين للكونغرس في الجمعية العامة للأمم المتحدة. ينظم هذا المنصب القسم 2 (أ) من قانون المشاركة في الأمم المتحدة، الذي ينص على أنه لا يجوز للرئيس تعيين أكثر من خمسة أعضاء من الكونغرس في الجمعية العامة بمشورة وموافقة مجلس الشيوخ وأن الأعضاء المعينين في الجمعية لا يمكن تعويضهم عن خدمتهم في الجمعية. لا تحدد بعثة الولايات المتحدة واجبات ممثلي الكونجرس، ولكنهم يعملون بصفة عامة كمراقبين في إجراءات اللجنة والتجمعات الرسمية لأعضاء الجمعية العامة للأمم المتحدة ورؤساء الدول.

## المبنى
في 29 مارس 2011، تم تخصيص المبنى الجديد الذي يضم بعثة الولايات المتحدة لدى الأمم المتحدة، في الجادة الأولى وشارع 45 شرق في تيرن. كان المهندس الرئيسي هو تشارلز جواثمي الذي توفي في عام 2009، قبل عامين تقريبًا من اكتمال الهيكل. وشكرت الممثلة الأمريكية الدائمة السابقة سوزان رايس غواثمي بعد وفاته.

## روابط خارجية
- الموقع الرسمي
- - تصريحات السفيرة رايس حول تفاني المبنى